# Baependi
Baependi is een gemeente in de Braziliaanse deelstaat Minas Gerais. De gemeente telt 18.745 inwoners (schatting 2009).

## Aangrenzende gemeenten
De gemeente grenst aan Aiuruoca, Alagoa, Caxambu, Conceição do Rio Verde, Cruzília, Itamonte, Pouso Alto en São Thomé das Letras.